# Leuthard I van Parijs
Leuthard I van Parijs (ca. 760 - na 816) was een vooraanstaande Frankische edelman. Hij was zoon van Gerard I van Parijs (graaf in 747) en zijn vrouw Rotrude.

## Leven
In 781 werd Leuthard lid van de koninklijke hofhouding van Lodewijk de Vrome in Aquitanië. Daar werd hij in 801 benoemd tot graaf van Fézensac en had hij in 803 deel aan de verovering van Barcelona en in 809 aan de belegering van Tortosa. In 816 werd hij graaf van Parijs, als opvolger van zijn broer Bego van Toulouse.

## Huwelijk en kinderen
Leuthard I was getrouwd met Grimhilde, zij hadden de volgende kinderen:
- Engeltrude van Parijs (ca. 790 - 850), getrouwd met Odo van Orléans, moeder van Irmentrude de eerste vrouw van Karel de Kale.
- Adalhard (voor 817 - na 865), deze was seneschalk van Lodewijk de Vrome
- Girard II (ca. 800 - 874), graaf van Parijs maar later graaf in Bourgondië